# Ira von Fürstenberg

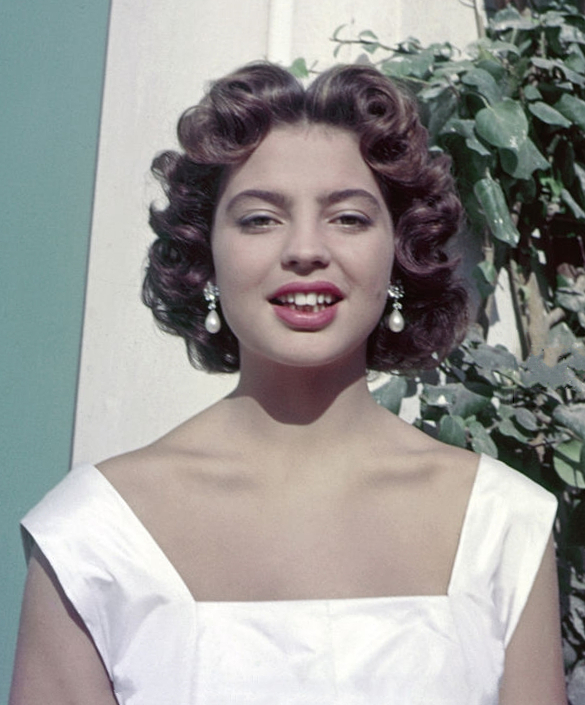
Prinses Ira von Fürstenberg in de jaren 1950

Prinses Virginia Carolina Theresa Pancrazia Galdina (Ira) von Fürstenberg (Rome, 18 april 1940 – aldaar, 18 februari 2024) was actrice en juwelenontwerpster en public relations manager voor Valentino Garavani.
Zij was een dochter van prins Tassilo zu Fürstenberg (1903-1989) en zijn eerste vrouw Clara Agnelli (1920-2016), een erfgename van FIAT. Haar overgrootmoeder was de Amerikaanse erfgename Jane Campbell, prinses di San Faustino. Haar broer was de modeontwerper Egon von Fürstenberg (1946-2004), die getrouwd was met Diane von Fürstenberg, haar oom was Gianni Agnelli, een grote naam binnen FIAT. Ook had zij een jongere broer Sebastian. Zij was evenals Reinier III van Monaco een achterkleinkind van de Schotse aristocrate Mary Victoria Hamilton, de vrouw van prins Albert I van Monaco. Fürstenberg was een afstammelinge uit Hamiltons tweede huwelijk, met de Hongaarse prins Tassilo Festetics de Tolna.
Fürstenberg overleed op 18 februari 2024 op 83-jarige leeftijd.

## Huwelijk en kinderen
Fürstenberg trouwde in 1955 met prins Alfonso van Hohenlohe-Langenburg (1924-2003), die het Spaanse resort de Marbella Club stichtte. Zij scheidden in 1960. Uit het huwelijk werden twee kinderen geboren:
- Christoph Victorio Egon Humberto (1956-2006)
- Hubertus (1959) is musicus en fotograaf en maakte in 1984, 1988, 1992 en 1994 deel uit van het Mexicaanse skiteam.

Fürstenberg was tussen 1961 en 1964 getrouwd met de Italiaan Francisco "Baby" Pignatari (1916-1977). Uit dit huwelijk zijn geen kinderen geboren.

## Filmcarrière
Fürstenberg heeft een korte filmcarrière gekend in Europese B-films uit de jaren 60, '70 en 80. Enkele films waarin zij speelde waren:
- The spy spoof Matchless (1966)
- The Vatican Affair (1968)
- Dolls for an August Moon (1970)
- The Fifth Cord (1971)
- J'ai tué Raspoutine (1967)
- Dead Run (1967)

- Biblioteca Nacional de España: XX1332832
- Bibliothèque nationale de France: cb13894220z (data)
- Gemeinsame Normdatei: 119448769
- International Standard Name Identifier: 0000 0000 1130 0333
- Library of Congress Control Number: n81024130
- Nationale Bibliotheek van Israël: 987007330543205171
- Nederlandse Thesaurus van Auteursnamen: 068944608
- Istituto Centrale per il Catalogo Unico: VEAV526008
- Système universitaire de documentation: 181371723
- Virtual International Authority File: 22327257
- WorldCat: E39PBJrgDhWh3dqRmd39GYCmh3